# Literatura das Ilhas Faroé

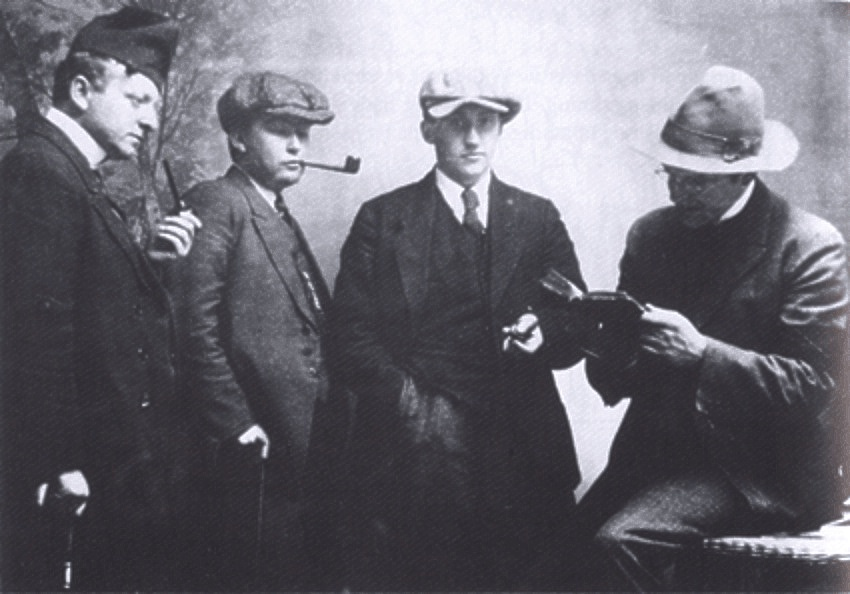
Os escritores faroeses Janus Djurhuus, Jørgen-Frantz Jacobsen, William Heinesen e Hans Andrias Djurhuus

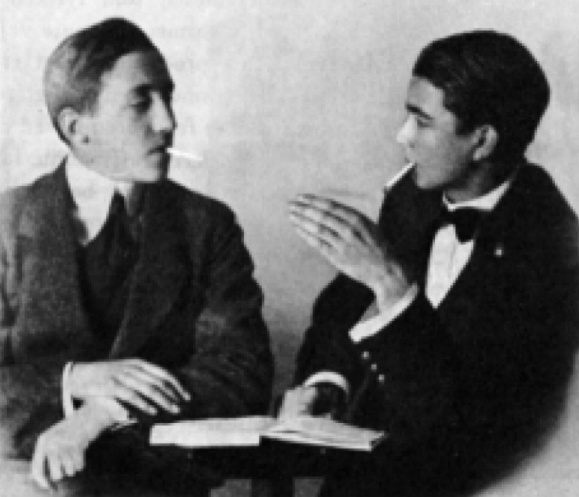
Os escritores William Heinesen og Jørgen-Frantz Jacobsen

A Literatura faroesa (Føroyskar bókmentir) abrange a literatura escrita em língua faroesa, a literatura escrita nas Ilhas Faroé ou a literatura escrita por faroeses.
As ilhas Faroé foram colonizadas no século IX pelos vikings, que trouxeram com eles a língua nórdica antiga.
A língua faroesa adquiriu a sua ortografia e gramática própria no século XIX, graças ao trabalho pioneiro de V.U. Hammmershaimb.

Não existem documentos literários dos tempos nórdicos iniciais.
Uma saga islandesa do século XIII – a Saga dos Færeyinga – contem narrativas de dois clãs familiares das Ilhas Faroé.
As expressões literárias mais antigas em língua faroesa são 236 baladas medievais provavelmente do século XIV (kvæði), cantadas em acompanhamento da dança tradicional faroesa (føroyskur dansur), e recolhidas na forma escrita por Jens Christian Svabo no século XVIII .
Mais tarde, no século XIX, V.U. Hammmershaimb passou pela primeira vez à escrita os contos orais tradicionais das ilhas Faroé.
Uma vez oficializada e padronizada a ortografia do idioma, surgiram as primeiras obras líricas pela mão dos irmãos Janus H. O. Djurhuus e Hans A. Djurhuus.
O primeiro romance em língua faroesa foi publicado em 1909 – A torre de Babel (Bábelstórnið), de Rasmus Rasmussen (Regin í Líð).
O  século XX foi dominado por dois grandes romancistas - William Heinesen e Jørgen-Frantz Jacobsen – escrevendo em dinamarquês, e por vários escritores escrevendo em faroês – Jens Pauli Heinesen e Gunnar Hoydal. Várias escritoras produziram obras de relevo - Oddvør Johansen, Lydia Didriksen e Marianne Debes Dahl.
Já no século XXI, tem um lugar destacado nas letras faroesas o escritor Hanus Kamban, com as suas novelas reunidas na coletânea Pílagrímar.

## Alguns escritores faroeses
- Christian Matras
- Gunnar Hoydal
- Hans Andrias Djurhuus
- Heðin Brú
- Janus Djurhuus

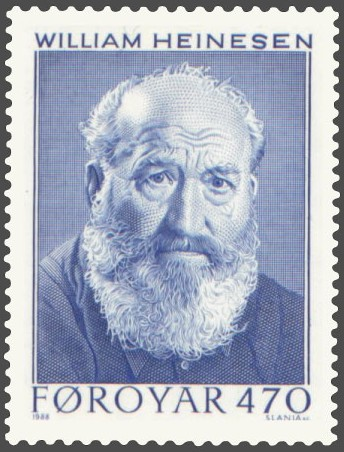
Jens Pauli Heinesen
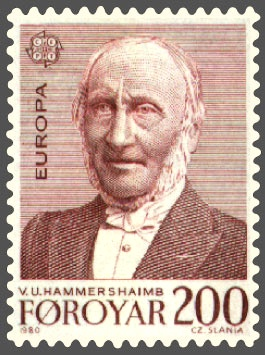
V. U. Hammershaimb

- Jørgen-Frantz Jacobsen
- Marianna Debes Dahl
- Oddvør Johansen
- Rasmus Rasmussen
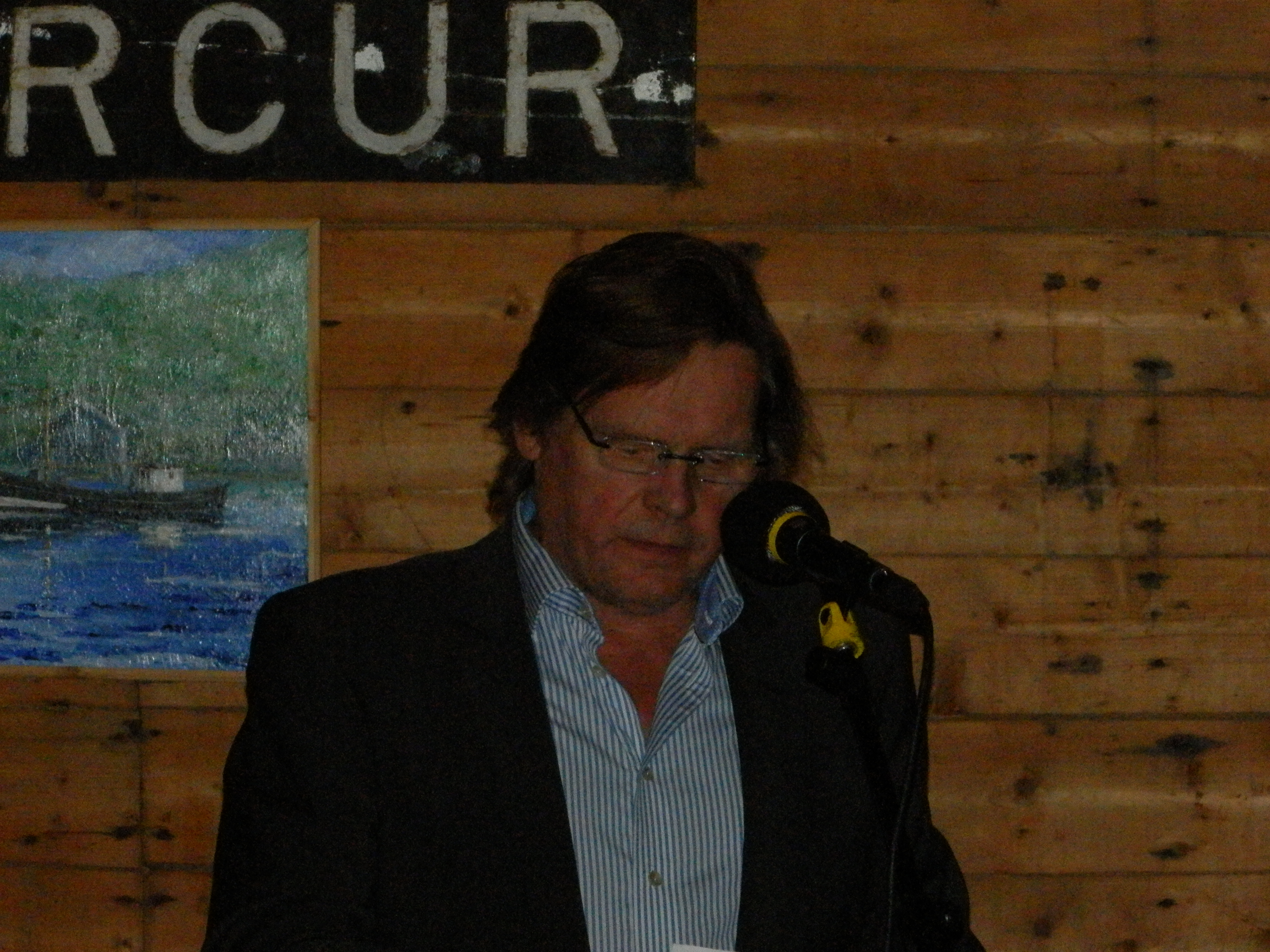
Rói Patursson
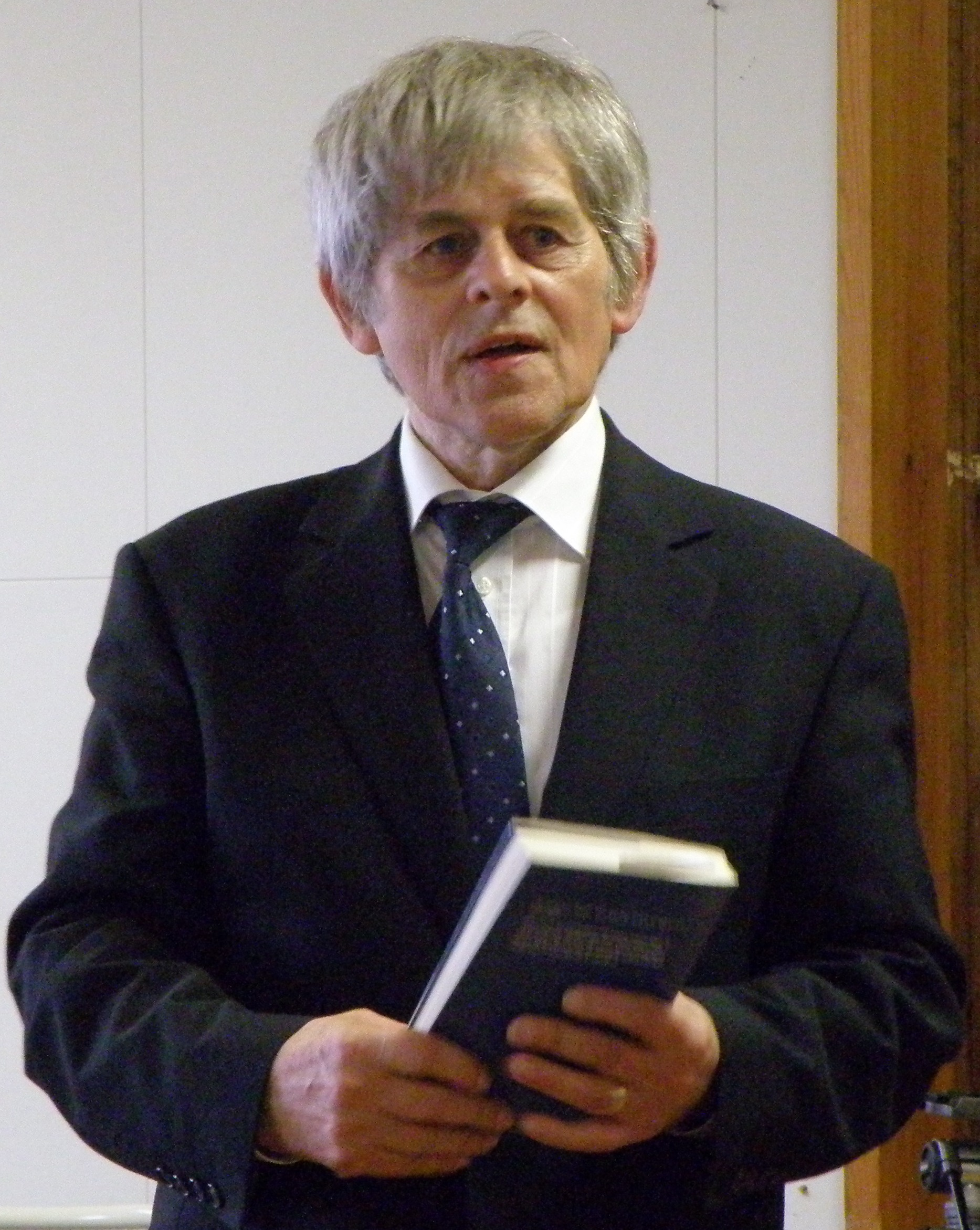
Steinbjørn B. Jacobsen
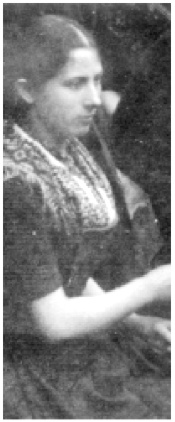
Súsanna Helena Patursson
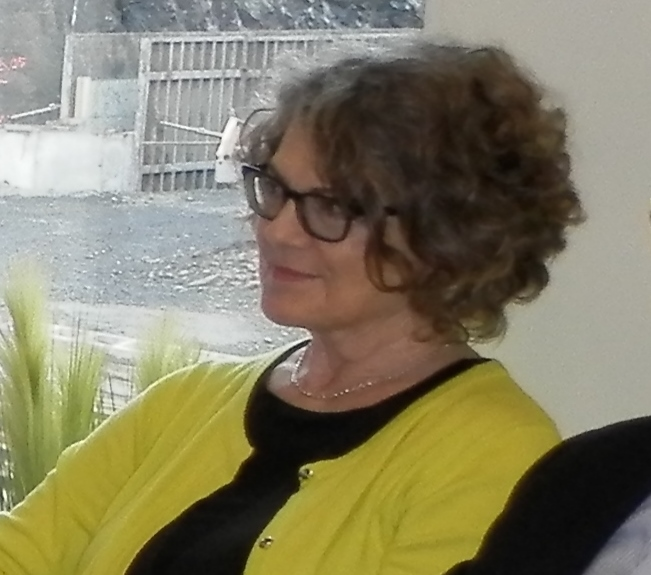
Solrun Michelsen

- William Heinesen

- William Heinesen
- V. U. Hammershaimb
- Rói Patursson
- Steinbjørn B. Jacobsen
- Súsanna Helena Patursson
- Solrun Michelsen